# Frida Vingren
Frida Vingren, född Frida Maria Strandberg i juni 1891 i Örnsköldsvik, död 30 september 1940, var en svensk missionär som var verksam i Brasilien. Hon var med och grundade vad som under 1930-talet var en av världens största pingstförsamlingar.

## Biografi
Vingren föddes som Frida Maria Strandberg 1891 i Örnsköldsvik. Hon utbildade sig till sjuksköterska i Stockholm. En upplevd vision fick henne att bege sig till Brasilien för att missionera. 24 januari 1917 döptes hon av Lewi Pethrus.
1917 gifte hon sig med Gunnar Vingren. Tillsammans kom de att bli viktiga missionärer inom Assembleia de Deus i Brasilien. Medan Daniel Berg, en annan viktig svensk pingstmissionär i Brasilien, verkade mest kring São Paulo var makarna Vingren länge aktiva i och omkring Rio de Janeiro. Där byggde de under 1920-talet upp det som kom att bli en av världens då största pingstförsamlingar. 1930 hade den mer än 2 000 medlemmar. Frida Vingren var huvudsakligen ansvarig för församlingen i Rio de Janeiro, medan Gunnar Vingren grundade nya församlingar i omkringliggande delstater.
Vingren var en återkommande skribent, och redaktör för Pinströrelsens tidning. Hon ska också ha varit en drivande predikant, men ifrågasattes inom pingströrelsen på grund av sitt kön. En biografi av Kajsa Norell från 2011, Halleluja Brasilien, skildrar bland annat hur hon efter att hon återkommit till Sverige uteslöts av Lewi Pethrus och sattes på mentalsjukhus.
Vingren är begravd på Skogskyrkogården.